# ژان-ژاک گویون
ژان-ژاک گویون (فرانسوی: Jean-Jacques Guyon‎; ۱ دسامبر ۱۹۳۲ – ۲۰ دسامبر ۲۰۱۷) سوارکار اهل فرانسه بود.
وی همچنین برندهٔ جوایزی همچون لژیون دونور (شوالیه) و لژیون دونور (افسر) شده‌است.
وی در مسابقات کشوری و بین‌المللی در مجموع برندهٔ ۱ مدال طلا، ۱ مدال برنز شده‌است.